# Arthur Kingsley Porter
Arthur Kingsley Porter (ur. 6 lutego 1883 w Stamfordzie, zm. 8 lipca 1933 na wyspie Inishbofin) – amerykański archeolog, pisarz i historyk sztuki.

## Życiorys
Był profesorem Uniwersytetu Yale (w New Haven) i Uniwersytetu Harvarda (w Cambridge); ponadto wykładał na uniwersytetach we Francji i Hiszpanii. Zajmował się sztuką średniowiecza. Dokonał zasadniczych zmian w datowaniu i ustalaniu zasięgu wpływów romańskiej architektury i rzeźby. 

## Główne publikacje
- Medieval Architecture: Its Origins and Development (1909)
- Romanesque Sculpture of the Pilgrimage Roads (1923)
- Spanish Romanesque Sculpture (1928).